# Yugo Ichiyanagi
Yugo Ichiyanagi (一柳 夢吾 Ichiyanagi Yugo?), född 2 april 1985 i Tokyo prefektur, är en japansk fotbollsspelare.
Ichiyanagi började sin karriär 2003 i Tokyo Verdy. Efter Tokyo Verdy spelade han för Sagan Tosu, Vegalta Sendai, Fagiano Okayama, Matsumoto Yamaga FC, FC Ryukyu, Sukhothai FC, Phichit FC och Thespakusatsu Gunma.